# Gonzalo de Hinojosa
Gonzalo de Hinojosa o Finojosa (Burgos o Soria, c. 1260 – Burgos, 15 de mayo de 1327) fue un obispo e historiador benedictino.

## Biografía

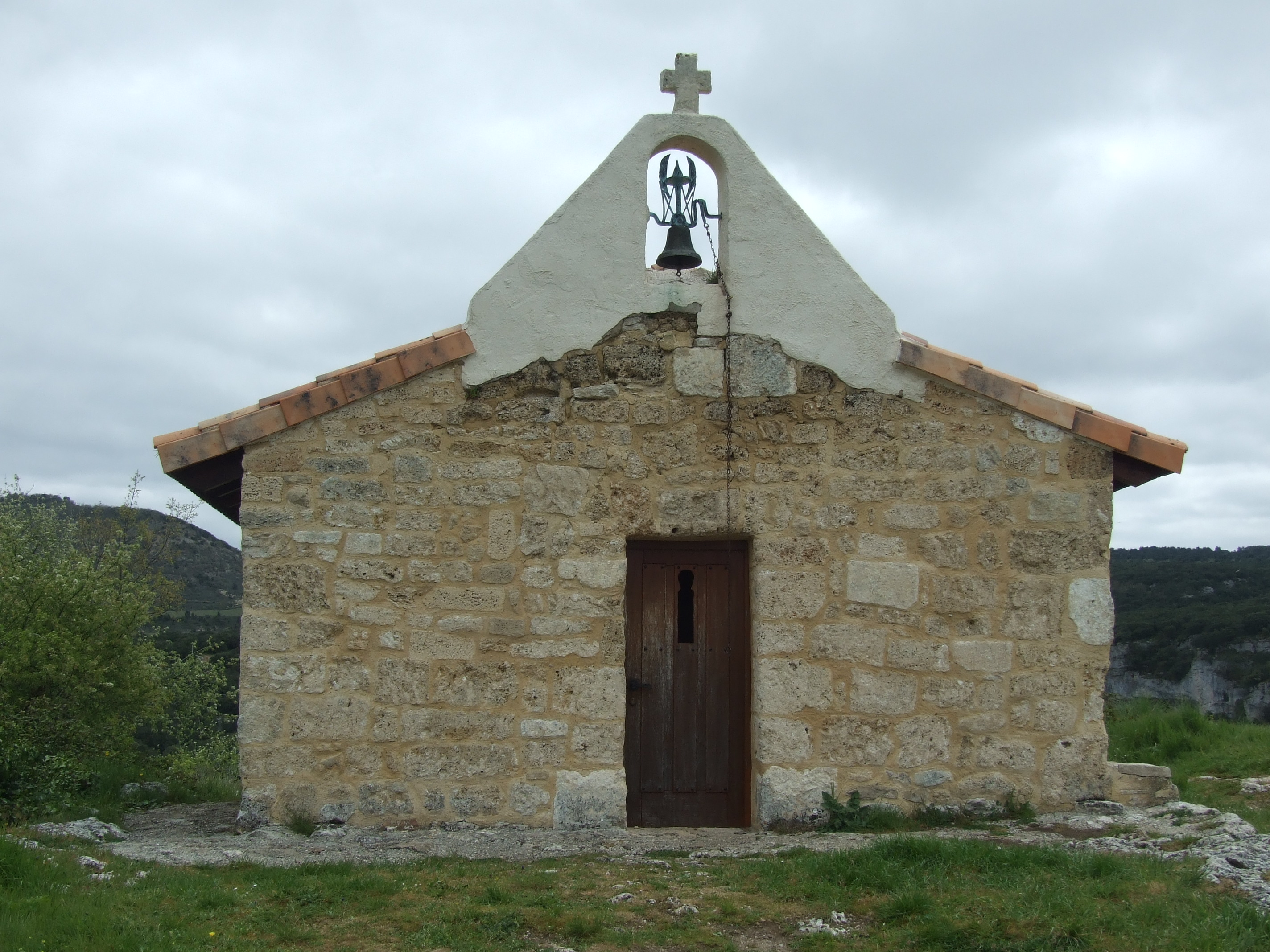
Ermita visigótica de Valdelateja, donde se guardaban las reliquias de las mártires del emperador Diocleciano Céntola y Helena que Gonzalo de Hinojosa trajo a la catedral de Burgos

Muy poco se ha llegado a averiguar sobre su vida. Fue el hijo segundo de los nobles Juan Díaz de Hinojosa y Mayor Álvarez, que poseían sepulturas desde el siglo XI en el claustro del monasterio de Santo Domingo de Silos (Burgos). Se cree que era monje benedictino del monasterio de San Pedro de Arlanza y, según Pablo Ordás Díaz, fue obispo de León de 1301 a 1313, en que fue promovido a obispo de Burgos el 12 de julio de 1313 para suceder al fallecido Pedro Rodríguez de Quixada, muerto en Aviñón sin solucionar la interdicción que pesaba sobre el reino por causa del cobro de las tercias decimales que el papa Benedicto XI había concedido al rey Fernando IV solo por tres años y sin embargo había seguido cobrando después. Gonzalo fue a Aviñón y regresó con el encargo del papa Clemente V (4 de noviembre de 1313) de que se reunieran los obispos para resolver el conflicto, lo que se hizo en Valladolid (junio de 1314). En este mismo año fue nombrado juez del tratado de tutela del rey Alfonso XI hecho en Palazuelos el 1 de agosto. En 1317 trajo a la catedral de Burgos las reliquias de las santas mártires santa Céntola y santa Elena de Siero, de origen burgalés, decapitadas en el año 300 o 302 desde la ermita de Valdelateja, y redactó la Passio de estas mártires. También escribió antes de 1335 una Chronica ab initio mundi usque ad Alphonsum XI que otros titulan Abbreviatio historiarum Regum omnium Christianorum o incluso Cronice ab origine mundi o Compendium, aún inédita en un manuscrito del Monasterio de San Lorenzo de El Escorial. Cuenta la historia del mundo desde la creación hasta el reinado de Alfonso XI; la descubrió Jerónimo de Zurita y hay traducciones al francés en numerosas bibliotecas de Francia e Inglaterra; asimismo, tradujo del latín al castellano la crónica del arzobispo de Toledo Rodrigo Ximénez de Rada, Rerum in Hispania gestarum, con el título de Crónica de España; pero es una traducción como las que se hacían en la Edad Media: según sus intereses abrevia, modifica y amplía, sin ocultar nunca que la base la constituye la obra de Jiménez de Rada. Incluye, por ejemplo una extensa versión de la leyenda de los Siete Infantes de Salas. 
En 1319 fue nombrado testamentario del infante don Juan Manuel, que murió de una apoplejía en Granada el 25 de junio mientras luchaba contra los moros. En 1320 la reina María de Molina, tutora de Alfonso XI, lo envió a París para recuperar la dote de la infanta Isabel, la hija mayor que tuvo con Sancho IV el Bravo, casada en 1313 con el difunto duque Juan de Bretaña. Con esa suma fundó un monasterio de cistercienses y otro de mercedarias en Guadalajara, a donde ella misma se retiró en su ancianidad. En París Hinojosa obtuvo además del rey Felipe IV de Francia un suplicatorio al arzobispo de Colonia para que le diera a la catedral de Burgos dos cuerpos de las Once Mil Vírgenes; en efecto obtuvo los de las santas Victoria y Gerásima. El 15 de febrero de 1321 fue designado por la reina María para ejecutar el testamento de la infanta Blanca de Portugal, monja cisterciense del monasterio burgalés de Santa María de Las Huelgas. El 7 de mayo de 1325 Gonzalo hizo diversos tratos para conseguir fondos para las obras de la catedral que él mandó proseguir: y, en efecto, ya en 1316 había añadido a la catedral de Burgos la capilla de Santa Catalina, que ejerció de sala capitular hasta el siglo XVI. Ejecutó en su diócesis el decreto de Clemente V Si hi qui divinis y en 1327 prohibió a los arzobispos de Toledo, Sevilla y Santiago de Compostela atravesar su diócesis con cruz alzada por ser Burgos diócesis directamente sujeta a la Sede Apostólica.

## Obras
- "Passio sanctae ac beatisimae Centollae, virginis et martyris Christi in civitate Syaria, juxta Hiberum fluvium sub Eglisio Praeside. II Nonas Augusti", en Enrique Flórez, España Sagrada, vol. XXVII, Madrid, Antonio Merino [1772]
- Compendium seu Abbreviatio historiae Regum omnium christianorum, s. f. (copia en latín en la biblioteca de El Escorial)
- Traducción de Rodrigo Ximénez de Rada, Rerum in Hispania gestarum, s. f. Manuscrito en la Biblioteca de la Universidad de Sevilla, impreso como "Crónica de España de Arzobispo Don Rodrigo Jiménez de Rada. Tradújola en castellano y la continuó hasta su tiempo Don Gonzalo de la Hinojosa, obispo de Burgos, y después un anónimo hasta el año de 1454", en Colección de documentos inéditos para la historia de España por el marqués de la Fuensanta del Valle, tomo CV, Madrid, Imprenta de José Perales y Martínez, 1893.